# Linda Cerup-Simonsen
Linda Cerup-Simonsen, nata Linda Widwey Andersen (Tønsberg, 15 giugno 1969), è un'ex velista norvegese.

## Palmarès

### Olimpiadi
- 1 medaglia:
  - 1 oro (Barcellona 1992 nella classe Europe)